# Speak Love
Speak Love是香港女子組合COLLAR於2023年9月27日通過大國文化集團發行的第八首單曲，亦是COLLAR作為七人組合的第二首中文作品。

## 製作
Speak Love由Andreas “Ndy” Jamsheree / Anna Mosten / Irma Eriksson Wadström作曲，Ndy編曲，謝國維監製，梁嘉茵作詞。歌曲時長3分09秒，以B小調創作，每分鐘118拍。
歌曲表達了女生若果愛上了一個人，就應該要勇於表達出來，不應該像以往般，被動地等待被愛。

## 發行及宣傳
2023年9月26日，COLLAR的官方IG預告歌曲會在9月27日發佈。到翌日中午12時，在商台903叱咤樂壇首播，下午1時登陸各大音樂平台， 而MV則在晚上8時於YouTube首播。

## 音樂影片
音樂影片由陳健朗負責執導兼客串演出，成員指出這次是有史以來，最性感的一次。當中Candy需要夾著兩名大隻型男的中間，令她感到緊張，渴望快點完成拍攝。

## 派台成績

### 叱咤903專業推介 走勢
合共上榜8周。
| 周次     | 第41周   | 第42周   | 第43周   | 第44周  | 第45周   | 第46周   | 第47周   | 第48周  |
| -------- | -------- | -------- | -------- | ------- | -------- | -------- | -------- | ------- |
| 放榜日期 | 10月14日 | 10月21日 | 10月28日 | 11月4日 | 11月11日 | 11月18日 | 11月25日 | 12月2日 |
| 榜上位置 | 4        | 14       | 9        | 4       | 13       | 12       | 10       | 1       |

## 反應
這次的造型獲得普遍正面評價，以甜蜜曲風及成員氣質，成功反轉上一首單曲idc時製造的時裝車禍。而由Day和Ivy負責的主曲部份，也展示了她們唱功有明顯進步。
同時由於陳健朗在MV中和Ivy有疑似接吻鏡頭，令蘇蝦關注Ivy是否已獻出初吻。